# Хайрутдинова, Вера Николаевна
Вера Николаевна Хайрутдинова (род. 7 апреля 1974, Оренбургская область) — российский художник и дизайнер, почетный член Российской академии художеств (2019).

## Биография
Родилась в Оренбурской области. По первому высшему образованию (1995—2000) Вера Хайрутдинова горный инженер, позже получила степень кандидата технических наук. В 2000 году она параллельно с основной учёбой окончила Международную школу дизайна, а в 2004 году — завершила второе высшее образование в Московском архитектурном институте (государственной академии). 2004—2008 год — увлечение живописью и учёба в Государственной специализированной школе акварели Сергея Андрияки. Стажировалась по живописи и дизайну в знаменитых международных арт-центрах, таких как I’Ecole Boulle (Париж), Nuova Accademia di Belle Arti Milano (Милан), University of the Arts London и Sotheby’s Institute of Art (Лондон), Center of the arts «Zone Chelsea» (Нью-Йорк).
Выставки картин и фотографий с проходят в России и за рубежом. Художественные работы Веры Хайрутдиновой находятся в частных коллекциях в России, Швейцарии, Великобритании, Германии и в странах Азии.
Обладатель Гран-при конкурса «Дизайн-дебют 2005». Выпускник Международной школы дизайна. Интерьерные работы представлены во многих российских журналах по архитектуре и дизайну. Автор книг «Покажи свое искусство миру. Как организовать выставку и продвигать личный бренд» (2019) и «Волшебная» тетрадь, или Как достичь 100 целей за два месяца" (2020).

### Творчество
Вера Хайрутдинова — полижанровый художник, Почетный член Российской академии художеств, автор книги «Покажи свое искусство миру. Как организовать выставку и продвигать личный бренд», организовала и провела в России и за рубежом более 40 персональных выставок.
Творческую деятельность начинала с акварельной живописи. Затем сконцентрировалась на работе масляными красками. Основными жанрами творчества являются пейзаж и натюрморт. Многие работы посвящены цветочной тематике.
Коллекция художника состоит из тематических серий, связанных с разными периодами жизни мастера, которые отличаются техникой, колористикой и настроением. Это восточные акварели, сочные натюрморты, уральские пейзажи, работы в современной смешанной технике и цветы из нового направления творчества художника.

## Награды и звания
- 2019 — почетный член Российской академии художеств.
- 2016 — член Творческого Союза художников России.
- 2005 — Член International Interior Design Association (IIDA)

## Персональные выставки
С 2012 г. по настоящее время состоялось свыше 40 персональных выставок
Многие работы находятся в государственных музеях в Татарстане и Смоленской области и частных собраниях России и за рубежом.